# Poľana (Niżne Tatry)

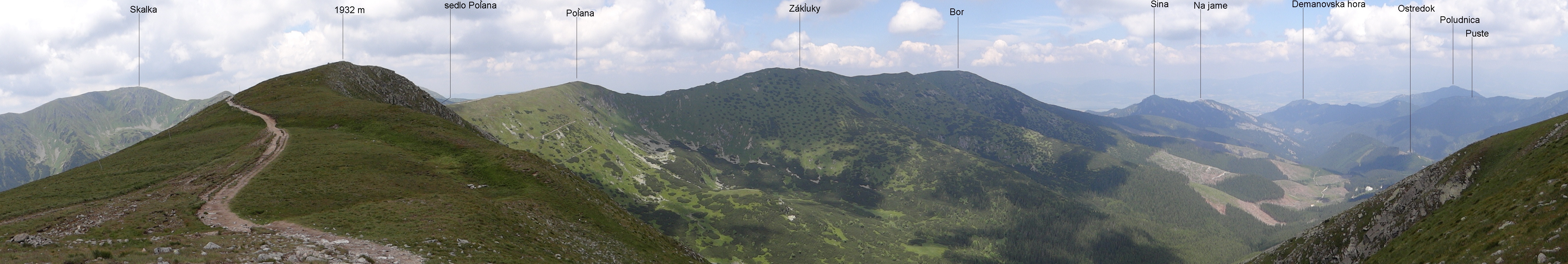
Położenie Poľany w grzbiecie Niżnych Tatr

Poľana (1890 m) – szczyt w Niżnych Tatrach na Słowacji. Najbardziej na północ wysunięty punkt głównego grzbietu tych gór.

## Topografia
Znajduje się w zachodniej części Niżnych Tatr, w tzw. Dumbierskich Tatrach. Jej szczyt leży w charakterystycznym punkcie zagięcia głównego grzbietu niżnotatrzańskiego pod kątem prawie 90 stopni, między Sedlem  Poľana (1837 m) na południowym wschodzie a Krzyskim Siodłem (1775 m) na południowym zachodzie, mniej więcej w połowie drogi między Chabeńcem i Chopokiem. Południowe stoki Poľany opadają dość łagodnie do doliny o nazwie Vajskovská dolina
Od szczytu Poľany w kierunku północnym odgałęzia się długie ramię górskie ze szczytami Bôr (1888 m) i Siná (1560 m), rozdzielające doliny: Demianowską na wschodzie i Krzyską na zachodzie.

## Opis szczytu
Szczyt, jak i cały główny grzbiet Dumbierskich Tatr budują granity typu „dumbierskiego”. Ze względu na odporność tych skał szczyt Poľany ma formę kopcowatą o dość gładkich i słabo urzeźbionych stokach.
Poľana leży na obszarze Parku Narodowego Niżne Tatry, a jej południowe stoki włączone zostały do rezerwatu przyrody Skalka.

## Turystyka
Przez szczyt Poľany, głównym grzbietem Niżnych Tatr, prowadzi znakowany kolorem czerwonym główny szlak turystyczny tych gór (tzw. Cesta hrdinov SNP). Z Doliny Demianowskiej przez Siodło Polany wyprowadzają na szczyt Poľany znaki żółte, które następnie wiodą na północ, przez Bôr na Siną.
  odcinek: Chopok – Deresze – sedlo Poľany – Poľana – Kotliská – Chabenec. Czas przejścia: 2.25 h, ↓ 2.30 h
 Dolina Demianowska (parking przy Demianowskiej Jaskini Wolności) – Sedlo Sinej – Bôr – Zákľuky – Poľana. Czas przejścia 3.40 h, ↓ 2.45  h